# لیسه (مینودشت)
لیسه، روستایی است از توابع بخش مرکزی شهرستان مینودشت در استان گلستان ایران.

## جمعیت
این روستا در دهستان چهل‌چای قرار داشته و بر اساس سرشماری سال ۱۳۸۵ جمعیت آن ۱۵۸ نفر (۴۵ خانوار)
بوده‌است.